# Валентин Лебедев
Валентин Виталиевич Лебедев е съветски космонавт, 2 пъти герой на Съветския съюз.

## Биография
Роден е на 14 април 1942 г. в гр. Москва. През 1959 г. след завършване на средно училище постъпва в Оренбургското авиационно училище. През 1960 г. във връзка със съкращения във Въоръжените сили училището е разформировано и Лебедев започва във факултета по летателни апарати на Московския авиационен институт „С. Орджоникидзе“. Паралелно с това усвоява професията на пилот: започва с планери КАИ-12, а след това с бутални самолети ЯК-18, а след това реактивния Л-29 и вертолет МИ-1.
След завършване на института през 1966 г. Лебедев започва работа в Централното конструкторско бюро за експериментално машиностроене (ЦКБЕМ), начело със Сергей Корольов (от 1979 г. – Главно конструкторско бюро НПО „Енергия“), където работи като инженер, старши инженер, старши научен сътрудник.
През 1967 г. в като технически представител на главното предприятие на ракетно-космическия отрасъл участва в експедиция на корабите на 8-а търсаческа ескадра на ВМФ на СССР в акваторията на Индийския океан за търсене и техническо обслужване на космическите апарати „Зонд“ по лунната програма „Л-1“. През 1968 г. е ръководител на група специалисти в Индия, осигуряваща техническото обслужване на космическата станция „Зонд-5“, която облетяла Луната и първа доставила снимки за изследване на Земята.
Работи в изпитателния комплекс, занимаващ се с отработка на спасителните средства на екипажите на корабите „Союз“ след кацане на сушата или на водата, участва в подготовката за летателни изпитания на корабите „Союз“, „Союз Т“, „Прогрес“ и орбиталните станции „Салют-4“, „Салют-5“ и „Салют-6“ и ръководи на Байконур оперативно-техническите групи за управление по време на тяхното изстрелване. Като инструктор-методист подготвя на комплексния тренажор в ЦПК екипажите на корабите „Союз-4“ до „Союз-9“ и екипажът на първата орбитална станция „Салют-1“, разработвал бордова документация по управление на корабите и орбиталните станции, методика на ръчното, автоматичното сближаване и скачване на космически кораби, изпълнение на научни експерименти и изследвания.
През 1969 г. преминава медицински изследвания в Института по медико-биологични проблеми и получава заключение от Главната медицинска комисия за годност за специални тренировки.
През 1972 г. е зачислен в отряда на космонавтите. През 1973 г. е назначен в дублиращия, а по-късно в основния екипаж на кораба Союз 13, заедно с Пьотър Климук. За успешното изпълнение на програмата за научни изследвания на кораб „Союз-13“ със системата телескопи „Орион-2“ на В. Лебедеве присвоено званието „Летец-космонавт на СССР“ и „Герой на Съветския съюз“. Тази работа дава началото на астрофизическите наблюдения в космоса в ултравиолетовата област на спектъра.
След завършване на полета продължава работата си в НПО „Енергия“ на длъжност инструктор-космонавт-изпитател 3 клас. През 1974 г. защитава дисертация на тема: „Методи за изграждане на единен набор от технически средства за подготовка на екипажите на космическите кораблей и подобряване на планировката на кораба“, придобива степента кандидат на техническите науки. В нея той обосновал необходимостта от създаване на стенд-полигон с използване на стандартизирани симулатори на външната среда (звездно небе, трасе на полета, сближаване и скачване и т.н.) за придобиване от екипажите на навици при управлението в условия, максимално близки до реалните, и предлага научно-технически решения, които намират практическо изпълнение.
През 1982 г. на космическия комплекс „Союз Т-5“ – „Салют-7“ – „Прогрес“ извършва рекорден, за момента, по продължителност 211-денонощен космически полет с Анатолий Березовой. По време на полета изпълнява широка програма за научноизследователски и приложни експерименти. За успешното изпълнение на полета и постигнатите резултати е награден с втори орден „Ленин“ и Златен медал на „Герой на Съветския съюз“ и с присвояване на званието инструктор-космонавт-изпитател 1 клас.
По време на двата си космически полета В. Лебедев изпълнява повече от 300 научни експеримента и изследвания в различни области на науката, част от която са уникални.
От 1983 г. преминава подготовка в групата космонавти като бординженер по програмата „Буран“. През 1985 г., продължава работата си в НПО „Енергия“, защитава в МАИ докторска дисертация на тема „Методи за повишаване на ефективността на научните изследвания на орбиталните станции“, в която за първи път анализарал дейността на космонавта в сложна техническа среда, оптимизирал структурата на бордовата научна апаратура и автономни средства за управление на станцията като система, осигуряваща изпълнение на широк кръг астрофизически и природно-ресурсни изследвания с минимални загуби на гориво.
За работата по съветско-френската космическа програма на станцията „Салют-7“ е награден с ордена на Почетния легион (Франция).
Президент на Федерацията по акробатика на СССР (1975 – 1991). Член на Националния Олимпийски комитет на СССР (1976 – 1991).
От 1989 г. работи като заместник-директор на Института по география на АН на СССР по научната работа.
На 26 май 2000 става първия от космонавтите, избран за член-кореспондент на Руската АН.
От 21 юни 2006 г. с решение на Висшата атестационна комисия В. Лебедев е утвърден за професор в катедра „Космически системи и ракетостроене“ на МАИ.

### Семейство
- Съпруга – Людмила Виталиевна Лебедева (Бушман) (р. 1943), инженер, сега – в пенсия.
- Син – Виталий Валентинович Лебедев (р. 1972), юрист и икономист.
- Валентин Лебедев има внук и внучка. Живее и работи в Москва.

## Награди и звания
- Два пъти Герой на Съветския съюз (28 декември 1973 и 10 декември 1982)
- Орден „За заслуги пред Отечеството“ – IV степен (29 декември 2007) – за големия си принос в развитието на науката и многогодишната си плодотворна дейност[1]
- Два ордена „Ленин“ (28 декември 1973 и 10 декември 1982)
- Медал „За строителство на Байкало-Амурската магистрала“ (1985)
- Офицер на ордена на Почетния легион (Франция, 1982)
- Заслужил деятел на науката на Руската Федерация (4 юни 1999) – за големия му принос в развитието на националната наука, подготовка на висококвалифицирани кадри и във връзка с 275-ата годишнина на Руската академия на науките[2]

Почетен гражданин е на много градове на Русия (Тинда, Грозни и др.) и ОНД, а също така на гр. Форт Уърт (САЩ). По предложение на НАСА е избран за почетен гражданин на Тексас (САЩ). Записан е в международната „Книга за рекорди на Гинес“ (1984, стр. 79).
В негова чест е наречена малка планетана английски: :10015 Valenlebedev, регистрирана в международния каталог под № 10015 = 1978 SА5, по решение на Международния Астрономически съюз е наречена с името ValenLebedev (Minor Planet Circular № 60298, 2007 July 30).

## Книги и научни работи
По време на полета на космическия комплекс „Салют-7“ – „Союз Т-5“ – „Союз Т-7“ Лебедев, първи от всички космонавти, ден след ден детайлно е документирал своя полет и написал книгата „Моето измерение“, въз основа на своите бордови дневници. Тази уникална книга—документ е напълно написана по време на космическия полет от старта до кацането.
Валентин Лебедев е автор на 157 научни работи, в това число девет монографии и 26 изобретения.